# Caillouet-Orgeville
Caillouet-Orgeville es una localidad y comuna francesa situada en la región de Alta Normandía, departamento de Eure, en el distrito de Évreux y cantón de Pacy-sur-Eure.

## Demografía
| 263 | 282 | 288 | 270 | 336 | 367 |
| Para los censos de 1962 a 1999 la población legal corresponde a la población sin duplicidades (Fuente: INSEE [Consultar]) |     |     |     |     |     |

## Administración

### Alcaldes
- Desde marzo de 2008: Jocelyne Ridard
- Desde marzo de 2001 marzo de 2008: Jean Lamy